# Huitième circonscription du Bas-Rhin
La huitième circonscription du Bas-Rhin est une division électorale française située dans le département du Bas-Rhin, en région Grand Est. Elle élit un député à l'Assemblée nationale française lors des élections législatives.

## Description géographique et démographique

### De 1958 à 1986
Le département avait huit circonscriptions.
La huitième circonscription du Bas-Rhin était composée de :
- canton de Bischwiller
- canton de Brumath
- canton de Haguenau

Source : Journal Officiel du 14-15 Octobre 1958.

### Depuis 1988
La huitième circonscription du Bas-Rhin regroupe les régions dites de l'« Outre forêt », ainsi le pays de Wissembourg et Soultz-sous-Forêts. Elle est assez largement rurale, les centres urbains de Wissembourg, Drusenheim ou Niederbronn-les-Bains restant de taille réduite. La circonscription est assez largement catholique, à l'exception du canton de Soultz-sous-Forêts majoritairement protestant. De même de nombreuses communes des cantons de Niederbronn-les-Bains et Wœrth (cantons légèrement catholiques) sont protestantes.
La région de l'Outre-Forêt est l'une des plus dialectophones d'Alsace, les taux de pratique de l'alsacien sont très élevés. À l'instar de l'Alsace bossue voisine, le taux de pratique du français est resté très faible (seule une minorité de la population l'utilisait) jusque dans les années 1950-1960.
La circonscription n'a pas été modifiée depuis 1958, sauf lors du redécoupage de 2010 avec le passage du canton de Bischwiller dans cette circonscription, elle est composée des cantons de :
- Canton de Lauterbourg
- Canton de Niederbronn-les-Bains
- Canton de Seltz
- Canton de Soultz-sous-Forêts
- Canton de Wissembourg
- Canton de Wœrth
- Canton de Bischwiller hors communes de Bischwiller, Oberhoffen-sur-Moder, Rohrwiller, Schirrhein, Schirrhoffen.

## Description politique
Circonscription de l'Alsace du Nord et de l'outre-forêt, autrefois fief du parti catholique alsacien, qui représenta la circonscription pendant tout l'entre-deux-guerres en disposant de majorités très larges, la région de Wissembourg s'est affirmée avec les débuts de la Ve république comme un siège sûr pour les candidats gaullistes. Plus précisément, c'est le député François Grussenmeyer qui assurait cette domination, réussissant l'exploit d'être réélu au premier tour à chaque élection de 1958 à 1988, que ce soit contre des candidats démocrates-chrétiens jusqu'en 1981, puis contre des candidats de gauche et du FN.
Personnalité très populaire et député très actif, défenseur des traditions locales et notamment des bouilleurs de crus, il pouvait compter sur une fidélité remarquable de ses électeurs. Il disposait dans les cantons de Wœrth et Niederbronn de véritables bastions, les cantons de Lauterbourg et Seltz lui ayant préféré au cours des années 1960 les candidats démocrates-chrétiens. Comme dans l'ensemble de l'Alsace la circonscription affirmait parallèlement à sa fidélité au député gaulliste, un fort légitimisme qui se manifesta en 1965 par l'un des plus forts scores réalisé par le général de Gaulle au second tour (86 % des voix). Cette force du gaullisme n'empêchait cependant pas la persistance d'une très bonne implantation locale des anciens du MRP, qui détenait le canton de Seltz notamment. La popularité locale de F.Grussenmeyer empêcha toute réelle percée des candidats du CDS contre lui, le dernier d'entre eux, conseiller général de Seltz et candidat de la « fidélité à Giscard » ne réalisa que 13 % en 1981. L'effritement des votes pour les candidats nationaux de l'UDR et du RPR se fit pourtant nettement sentir en 1974 et 1981, même si leurs scores restèrent supérieurs à leur moyenne régionale.
Conséquence des réélections faciles de F.Grussenmeyer, les analystes en étaient venus à considérer l'arrondissement de Wissembourg comme immuablement attaché au gaullisme. Dans cette optique les élections de 1993, auxquelles F. Grussenmeyer ne se représentait pas, furent à bon droit qualifiées de « grande surprise » par la presse régionale. Le « dauphin » du député sortant et maire de Wissembourg, P. Bertrand, fut en effet battu par un candidat proche de l'UDF, sans réelle implantation locale, F. Loos. Celui-ci l'emportait avec plus de 53 % au second tour et dans l'ensemble des cantons, à l'exception de Wissembourg, Lauterbourg et Seltz. On notait ainsi une certaine coupure géographique, là où les élections de F.Grussenmeyer présentaient au contraire une assez grande homogénéité. F.Loos fut réélu au second tour contre le candidat du FN en  1997 avec 74 % des voix. En 2002, il fut même l'un des députés les mieux élus de France, avec 60,4 % des voix au premier tour. À la suite de sa nomination au gouvernement, son suppléant F.Reiss, maire de Niederbronn, lui a succédé. Pour les élections de 2007, F.Loos a annoncé son intention se présenter dans la neuvième circonscription d'Haguenau, laissant ainsi à F.Reiss le soin de défendre le siège.
Circonscription plutôt rurale, l'arrondissement de Wissembourg reste depuis 1958 nettement dominé par une droite polymorphe, gaulliste à Wissembourg et Lauterbourg, de plus en plus démocrate-chrétienne dans les cantons de Seltz, Niederbronn et Wœrth. Dans l'ensemble, les cantons ne distinguent que peu les uns des autres au regard de leur attitude électorale. Les cantons de Seltz, Lauterbourg et Wissembourg constituent de véritables fiefs de la droite, qui y réalise parmi ses meilleurs résultats alsaciens. Valéry Giscard d'Estaing réalisait encore 84 % des voix à Seltz en 1981. Les cantons de Wœrth, Niederbronn et Soutz-sous-Forêts sont eux aussi parmi les cantons très à droite du Bas-Rhin. On remarque cependant que la domination gaulliste de F. Grussenemeyer n'est pas sans avoir été contestée à la fois par l'UDF-CDS, mais aussi par certains RPR, tel le maire de Niederbronn Alfred Pfalzgraf en 1986. Un certain gaullisme peu proche de l'UMP subsiste par ailleurs en la personne du conseiller général de Soultz, J.L Vonau. Enfin le centrisme s'est à nouveau développé ici à partir de l'élection de F.Loos, remportant les cantons de Niederbronn en 1998 et Wœrth en 1992, son bastion restant Seltz. La gauche reste ici très faible, n'a pas réussi à mettre en ballotage F.Grussenmeyer en 1981 ou 1988. Elle a été absente du second tour en 1997, au profit du FN, et n'a pas pu mettre en ballotage F.Loos en 2002, étant une nouvelle fois devancée par le FN. Elle réalise de meilleurs scores à Niederbronn et Wœrth, mais qui restent inférieurs nettement à sa moyenne régionale. Le FN a progressé très nettement dans cette circonscription depuis son émergence 1984, et a réussi à mettre en ballotage F.Loos en 1997, n'obtenant que 25 % au second tour. Il réalise de très bons scores à Niederbronn et Wœrth, reste plus faible à Wissembourg et Lauterbourg. J.M Le Pen obtient par ailleurs de meilleurs résultats que ses candidats locaux, il est arrivé en tête en 1995 et 2002. Enfin le mouvement régionaliste d'extrême-droite Alsace d'Abord a dépassé ici les 10 % aux régionales de 2004, notamment à Niederbronn et Soultz.
Lors des élections présidentielles récentes la circonscription a affirmé un certain légitimisme, comme dans l'ensemble de la région. En 1988, J.Chirac l'emportait au second tour (51,6 %), très fort à Wissembourg, Lauterbourg et Seltz. En 1995, la circonscription plaçait J.-M. Le Pen en tête (27,5 %) devant E. Balladur (26,6 %), J. Chirac (16,5 %) et L. Jospin (13,3 %). Au second tour, J. Chirac l'emportait très nettement (59,9 %). En 2002, la circonscription choisissait à nouveau J.-M. Le Pen (27,5 %) devant J. Chirac (19,6 %), F. Bayrou (10,7 %) et L. Jospin, réalisant ici l'un de ses plus mauvais scores nationaux (8,5 %).
Les échéances présidentielle et législatives de 2007 ont - comme dans l'ensemble de l'Alsace - marquée une amplification de la domination de la droite et du centre-droit dans la circonscription. Lors du premier tour Nicolas Sarkozy arrivait nettement en tête avec 36,6 % des voix, progressant de plus de 17 points par rapport au score de J. Chirac en 2002, devant F. Bayrou, qui rassemblait 21,5 %, doublant son résultat de 2002, J.-M. Le Pen rétrogradait en troisième position avec 17,1 %, perdant 10 points, et S. Royal n'arrivait que quatrième, avec l'un de ses plus mauvais scores nationaux, 11,9 %. Le second confirma largement les tendances du 22 avril, N.Sarkozy récoltant ici son meilleur score alsacien 71,7 %. Il bénéficiait d'un très bon report des voix de F. Bayrou et de J.-M. Le Pen sur son nom. S Royal ne dépassait 31 %  dans aucun canton, symbolisant la grande faiblesse de la gauche dans la région de Wissembourg.
Dans ce contexte les élections législatives ne présentaient que peu de réelles inquiétudes pour le député sortant, maire de Niederbronn, F. Reiss, par ailleurs très présent dans la circonscription. Bénéficiant de la candidature à Haguenau de François Loos, celui-ci se paya le luxe d'améliorer le score de son prédécesseur, récoltant avec 65,9 % des voix au premier tour le deuxième meilleur score de France. Il réalisait son meilleur score à Niederbronn, 69,5 % et Wœrth 67,5 %, et dépassait par ailleurs 60 % dans l'ensemble des cantons, à l'exception de Lauterbourg (56 %). Le candidat Modem, peu connu, T. Joerger arrivait à une lointaine seconde place, obtenant 9,2 % des voix, loin du score de F. Bayrou. Il pâtissait fortement de l'absence de positionnement clair de celui-ci au second tour de l’élection présidentielle. T. Joerger réalisait cependant de bons résultats dans l'est de la circonscription, loin des fiefs de F. Reiss, obtenant 14 % à Seltz et 15 % à Lauterbourg, retrouvant une partie de l'électorat de centre-droit local. Le candidat PS A. Perrin régressait par rapport à 2002, n'obtenant que 8,7 % et ne dépassant 10 % qu'à Wissembourg. Enfin la chute du FN, amorcée le 22 avril, se confirmait avec le faible résultat de son candidat L. Gnaedig 7,1 %, celui-ci arrivait cependant en seconde position à Niederbronn.
À l'instar de l'ensemble de l'Alsace, la circonscription a largement confirmé ses tendances politiques historiques lors de ces échéances. N.Sarkozy a retrouvé au premier tour un score proche de celui de V.Giscard d'Estaing en 1981, frôlant la barre des 40 % à Seltz et Wissembourg et dépassant 35 % partout. Cette remontée très nette de la droite a par ailleurs bénéficié au candidat UDF, qui réalise une performance proche des scores de J. Lecanuet dans la circonscription, dépassant 22 % à Wœrth et Wissembourg. Cependant, comme pour J. Lecanuet en 1965, l'électorat alsacien de F.Bayrou est nettement ancré au centre-droit et n'a pas suivi ni compris ses consignes lors de l’élection présidentielle, choisissant très largement N.Sarkozy au second tour. À l'inverse, le vote FN a considérablement diminué, même si l'on note une persistance de la géographie traditionnelle de celui-ci, J.-M. Le Pen dépassant 20 % à Niederbronn et 15 % à Wœrth, Soultz et Seltz, mais ne réalisant que de faibles performances à Wissembourg et Lauterbourg (qui avaient placé J. Chirac en tête en 2002). Enfin, les tendances géographiques du vote Royal sont restées assez proches, mais connaissant une baisse certaine par rapport à 1995. S. Royal n'a pas dépassé 10 % à Seltz et 15 % nulle part, sa faiblesse étant répartie d'une façon assez homogène dans la circonscription. Le second tour n'a fait qu'amplifier ces tendances, N. Sarkozy rassemblant une très large partie des électorats UDF et FN, il a dépassé 75 % à Seltz - l'un de ses meilleurs scores nationaux - et 70 % dans l'ensemble des cantons, à l'exception de Lauterbourg (69 %). L'ancrage à droite de la circonscription sort donc renforcé des différentes échéances.

## Historique des députations
| Législature | Début de mandat | Fin de mandat  | Député                | Parti politique | Observations |
| ----------- | --------------- | -------------- | --------------------- | --------------- | --- |
| Ire         | 9 décembre 1958 | 9 octobre 1962 | François Grussenmeyer | UNR             | Conseiller général de Wœrth Mandat écourté à la suite d'une dissolution parlementaire décidée par Charles de Gaulle.                                                                       |
| IIe         | 6 décembre 1962 | 2 avril 1967   | François Grussenmeyer | UNR-UDT         | Conseiller général de Wœrth |
| IIIe        | 3 avril 1967    | 30 mai 1968    | François Grussenmeyer | UDVe            | Conseiller général de Wœrth Mandat écourté à la suite d'une dissolution parlementaire décidée par Charles de Gaulle.                                                                       |
| IVe         | 11 juillet 1968 | 1er avril 1973 | François Grussenmeyer | UDR             | Maire de Reichshoffen |
| Ve          | 2 avril 1973    | 2 avril 1978   | François Grussenmeyer | UDR puis RPR    | Maire de Reichshoffen |
| VIe         | 3 avril 1978    | 22 mai 1981    | François Grussenmeyer | RPR             | Maire de Reichshoffen Mandat écourté à la suite d'une dissolution parlementaire décidée par François Mitterrand.                                                                           |
| VIIe        | 2 juillet 1981  | 1er avril 1986 | François Grussenmeyer | RPR             | Maire de Reichshoffen |
| VIIIe       | 2 avril 1986    | 14 mai 1988    | François Grussenmeyer | RPR             | Conseiller général de Wœrth Proportionnelle par département, pas de député par circonscription. Mandat écourté à la suite d'une dissolution parlementaire décidée par François Mitterrand. |
| IXe         | 23 juin 1988    | 1er avril 1993 | François Grussenmeyer | RPR             | Conseiller général de Wœrth |
| Xe          | 2 avril 1993    | 21 avril 1997  | François Loos         | UDF-PR          | Conseiller régional Mandat écourté à la suite d'une dissolution parlementaire décidée par Jacques Chirac.                                                                                  |
| XIe         | 12 juin 1997    | 18 juin 2002   | François Loos         | UDF-PR          | Conseiller régional |
| XIIe        | 19 juin 2002    | 19 juin 2007   | François Loos         | UMP-PR          | En 2002, à la suite de sa nomination au sein du gouvernement Raffarin, François Loos a cédé son siège de député à son suppléant Frédéric Reiss.                                            |
| XIIe        |                 |                | Frédéric Reiss        | UMP             | En 2002, à la suite de sa nomination au sein du gouvernement Raffarin, François Loos a cédé son siège de député à son suppléant Frédéric Reiss.                                            |
| XIIIe       | 20 juin 2007    | 19 juin 2012   | Frédéric Reiss        | UMP             | Maire de Niederbronn-les-Bains |
| XIVe        | 20 juin 2012    | 20 juin 2017   | Frédéric Reiss        | UMP             | Maire de Niederbronn-les-Bains |
| XVe         | 21 juin 2017    | 21 juin 2022   | Frédéric Reiss        | LR              | |

## Historique des élections

### Élections de 1958
|                | Pierre Pflimlin élu | MRP            | 32 973 | 83,04  |  |  |  |
|                | Albert Kopf         | SFIO           | 4 263  | 10,74  |  |  |  |
|                | Charles Christmann  | PCF            | 2 473  | 6,23   |  |  |  |
|                |                     |                |        |        |  |  |  |
| Inscrits       | Inscrits            | Inscrits       | 56 150 | 100,00 |  |  |  |
| Abstentions    | Abstentions         | Abstentions    | 14 734 | 26,24  |  |  |  |
| Votants        | Votants             | Votants        | 41 416 | 73,76  |  |  |  |
| Blancs et nuls | Blancs et nuls      | Blancs et nuls | 1 707  | 4,12   |  |  |  |
| Exprimés       | Exprimés            | Exprimés       | 39 709 | 95,88  |  |  |  |

Le suppléant de Pierre Pflimlin était Gabriel Bornert, directeur de l'hospice de Bischwiller, premier adjoint au maire de Bischwiller.

### Élections de 1962
|                | Pierre Pflimlin sortant réélu | MRP            | 19 583 | 52,09  |  |  |  |
|                | M. Lambla                     | UNR-UDT        | 15 628 | 41,57  |  |  |  |
|                | Charles Christmann            | PCF            | 2 380  | 6,33   |  |  |  |
|                |                               |                |        |        |  |  |  |
| Inscrits       | Inscrits                      | Inscrits       | 57 063 | 100,00 |  |  |  |
| Abstentions    | Abstentions                   | Abstentions    | 17 901 | 31,37  |  |  |  |
| Votants        | Votants                       | Votants        | 39 162 | 68,63  |  |  |  |
| Blancs et nuls | Blancs et nuls                | Blancs et nuls | 1 571  | 4,01   |  |  |  |
| Exprimés       | Exprimés                      | Exprimés       | 37 591 | 95,99  |  |  |  |

Le suppléant de Pierre Pflimlin était Gabriel Bornert.

### Élections de 1967
|                | Germain Sprauer élu | UD-Ve          | 26 375 | 56,62  |  |  |  |
|                | Albert Schwartz     | CD (PDM)       | 16 311 | 35,01  |  |  |  |
|                | Charles Christmann  | PCF            | 3 898  | 8,37   |  |  |  |
|                |                     |                |        |        |  |  |  |
| Inscrits       | Inscrits            | Inscrits       | 56 989 | 100,00 |  |  |  |
| Abstentions    | Abstentions         | Abstentions    | 8 767  | 15,38  |  |  |  |
| Votants        | Votants             | Votants        | 48 222 | 84,62  |  |  |  |
| Blancs et nuls | Blancs et nuls      | Blancs et nuls | 1 638  | 3,4    |  |  |  |
| Exprimés       | Exprimés            | Exprimés       | 46 584 | 96,6   |  |  |  |

Le suppléant de Germain Sprauer était Paul Rustenholz, notaire, adjoint au maire de Bischwiller.

### Élections de 1968
|                | Germain Sprauer sortant réélu | UDR (URP)      | 36 991 | 84,31  |  |  |  |
|                | Gérard Schlotter              | CIR (FGDS)     | 4 141  | 9,44   |  |  |  |
|                | Charles Christmann            | PCF            | 2 743  | 6,25   |  |  |  |
|                |                               |                |        |        |  |  |  |
| Inscrits       | Inscrits                      | Inscrits       | 59 222 | 100,00 |  |  |  |
| Abstentions    | Abstentions                   | Abstentions    | 13 751 | 23,22  |  |  |  |
| Votants        | Votants                       | Votants        | 45 471 | 76,78  |  |  |  |
| Blancs et nuls | Blancs et nuls                | Blancs et nuls | 1 596  | 3,51   |  |  |  |
| Exprimés       | Exprimés                      | Exprimés       | 43 875 | 96,49  |  |  |  |

Le suppléant de Germain Sprauer était Paul Rustenholz.

### Élections de 1973
|                | Germain Sprauer sortant réélu | UDR (URP)      | 30 760 | 61,8   |  |  |  |
|                | René Cailliau                 | app. MR        | 10 144 | 20,38  |  |  |  |
|                | Roch Perrin                   | PS (UGSD)      | 5 555  | 11,16  |  |  |  |
|                | Édouard Karol                 | PCF            | 3 311  | 6,65   |  |  |  |
|                |                               |                |        |        |  |  |  |
| Inscrits       | Inscrits                      | Inscrits       | 63 490 | 100,00 |  |  |  |
| Abstentions    | Abstentions                   | Abstentions    | 12 069 | 19,01  |  |  |  |
| Votants        | Votants                       | Votants        | 51 421 | 80,99  |  |  |  |
| Blancs et nuls | Blancs et nuls                | Blancs et nuls | 1 651  | 3,21   |  |  |  |
| Exprimés       | Exprimés                      | Exprimés       | 49 770 | 96,79  |  |  |  |

Le suppléant de Germain Sprauer était Paul Rustenholz.

### Élections de 1978
|                | Germain Sprauer sortant réélu | RPR            | 34 683 | 57,51  |  |  |  |
|                | Gérard Schlotter              | PS             | 10 062 | 16,68  |  |  |  |
|                | René Cailliau                 | Divers droite  | 5 439  | 9,02   |  |  |  |
|                | Pierre Stuck                  | Écologie 78    | 3 373  | 5,59   |  |  |  |
|                | Robert Kran                   | PCF            | 3 166  | 5,25   |  |  |  |
|                | Robert Joachim                | Régionaliste   | 2 315  | 3,84   |  |  |  |
|                | Rémy Sangiovanni              | LO             | 1 273  | 2,11   |  |  |  |
|                |                               |                |        |        |  |  |  |
| Inscrits       | Inscrits                      | Inscrits       | 74 306 | 100,00 |  |  |  |
| Abstentions    | Abstentions                   | Abstentions    | 12 403 | 16,69  |  |  |  |
| Votants        | Votants                       | Votants        | 61 903 | 83,31  |  |  |  |
| Blancs et nuls | Blancs et nuls                | Blancs et nuls | 1 592  | 2,57   |  |  |  |
| Exprimés       | Exprimés                      | Exprimés       | 60 311 | 97,43  |  |  |  |

Le suppléant de Germain Sprauer était Paul Rustenholz.

### Élections de 1981
|                | Germain Sprauer sortant réélu | RPR (UNM)      | 30 868 | 59,53  |  |  |  |
|                | Dominique Collin              | PS             | 15 868 | 30,60  |  |  |  |
|                | René Cailliau                 | Divers droite  | 3 897  | 7,51   |  |  |  |
|                | Philippe Ottmann              | PCF            | 1 218  | 2,35   |  |  |  |
|                |                               |                |        |        |  |  |  |
| Inscrits       | Inscrits                      | Inscrits       | 78 166 | 100,00 |  |  |  |
| Abstentions    | Abstentions                   | Abstentions    | 25 052 | 32,05  |  |  |  |
| Votants        | Votants                       | Votants        | 53 114 | 67,95  |  |  |  |
| Blancs et nuls | Blancs et nuls                | Blancs et nuls | 1 263  | 2,38   |  |  |  |
| Exprimés       | Exprimés                      | Exprimés       | 51 851 | 97,62  |  |  |  |

Le suppléant de Germain Sprauer était Léon Wencker, greffier de justice, Premier adjoint au maire de Haguenau.

### Élections de 1988
|                | François Grussenmeyer sortant réélu | RPR (URC)         | 23 895 | 56,9   |  |  |  |
|                | Jean-Louis Gliech                   | PS                | 7 935  | 18,89  |  |  |  |
|                | Guy Hémonet                         | Divers écologiste | 4 918  | 11,71  |  |  |  |
|                | Denis Blattner                      | FN                | 4 574  | 10,89  |  |  |  |
|                | Jean-Jacques Weissgerber            | PCF               | 674    | 1,60   |  |  |  |
|                |                                     |                   |        |        |  |  |  |
| Inscrits       | Inscrits                            | Inscrits          | 63 227 | 100,00 |  |  |  |
| Abstentions    | Abstentions                         | Abstentions       | 20 184 | 31,92  |  |  |  |
| Votants        | Votants                             | Votants           | 43 043 | 68,08  |  |  |  |
| Blancs et nuls | Blancs et nuls                      | Blancs et nuls    | 1 047  | 2,43   |  |  |  |
| Exprimés       | Exprimés                            | Exprimés          | 41 996 | 97,57  |  |  |  |

Le suppléant de François Grussenmeyer était Pierre Bertrand, conseiller général du canton de Wissembourg.

### Élections de 1993
| Candidat       | Candidat          | Parti          | Premier tour | Premier tour | Second tour | Second tour |  |
| Candidat       | Candidat          | Parti          | Voix         | %            | Voix        | %           |  |
| -------------- | ----------------- | -------------- | ------------ | ------------ | ----------- | ----------- |  |
|                | Pierre Bertrand   | RPR            | 16 033       | 36,80        | 18 285      | 46,85       |  |
|                | François Loos élu | UDF (Rad)      | 11 588       | 26,60        | 20 742      | 53,15       |  |
|                | Guy Hémonet       | Les Verts (EÉ) | 4 950        | 11,36        |             |             |  |
|                | Robert Martig     | FN             | 4 634        | 10,64        |             |             |  |
|                | Gilbert Liehn     | PS (ADFP)      | 3 812        | 8,75         |             |             |  |
|                | Sonia Fischer     | LT-LNÉ         | 2 068        | 4,75         |             |             |  |
|                | Michelle Bardot   | PCF            | 482          | 1,11         |             |             |  |
|                |                   |                |              |              |             |             |  |
| Inscrits       | Inscrits          | Inscrits       | 65 064       | 100,00       | 64 970      | 100,00      |  |
| Abstentions    | Abstentions       | Abstentions    | 18 975       | 29,16        | 22 165      | 34,12       |  |
| Votants        | Votants           | Votants        | 46 089       | 70,84        | 42 805      | 65,88       |  |
| Blancs et nuls | Blancs et nuls    | Blancs et nuls | 2 522        | 5,47         | 3 778       | 8,83        |  |
| Exprimés       | Exprimés          | Exprimés       | 43 567       | 94,53        | 39 027      | 91,17       |  |

Le suppléant de François Loos était Jean-Paul Schneider, maire de Surbourg.

### Élections de 1997
| Candidat       | Candidat                    | Parti                | Premier tour | Premier tour | Second tour | Second tour |  |
| Candidat       | Candidat                    | Parti                | Voix         | %            | Voix        | %           |  |
| -------------- | --------------------------- | -------------------- | ------------ | ------------ | ----------- | ----------- |  |
|                | François Loos sortant réélu | UDF (Rad)            | 19 498       | 46,6         | 28 319      | 72,38       |  |
|                | Joël Killy                  | FN                   | 8 440        | 20,17        | 10 804      | 27,62       |  |
|                | Gilbert Liehn               | PS                   | 6 576        | 15,72        |             |             |  |
|                | Guy Hémonet                 | Les Verts            | 2 790        | 6,67         |             |             |  |
|                | Albert Rauscher             | Extrême droite (ADA) | 2 185        | 5,22         |             |             |  |
|                | Frédéric Lemaire            | MPF (LDI)            | 771          | 1,84         |             |             |  |
|                | Nadia Roudy                 | PCF                  | 638          | 1,52         |             |             |  |
|                | Bruno Wolff                 | Divers               | 522          | 1,25         |             |             |  |
|                | Pierre Lagas                | Divers écologiste    | 424          | 1,01         |             |             |  |
|                | Gisèle Traballoni           | GÉ                   | 0            | 0            |             |             |  |
|                |                             |                      |              |              |             |             |  |
| Inscrits       | Inscrits                    | Inscrits             | 65 216       | 100,00       | 65 209      | 100,00      |  |
| Abstentions    | Abstentions                 | Abstentions          | 20 288       | 31,11        | 21 495      | 32,96       |  |
| Votants        | Votants                     | Votants              | 44 928       | 68,89        | 43 714      | 67,04       |  |
| Blancs et nuls | Blancs et nuls              | Blancs et nuls       | 3 084        | 6,86         | 4 591       | 10,5        |  |
| Exprimés       | Exprimés                    | Exprimés             | 41 844       | 93,14        | 39 123      | 89,5        |  |

Le suppléant de François Loos était Victor Ringeisen, maire de Riedseltz, directeur industriel retraité. Victor Ringeisen remplaça François Loos, nommé membre du gouvernement, du 8 au 18 juin 2002.

### Élections de 2002
|                | François Loos sortant réélu | UMP            | 23 211 | 60,42  |  |  |  |
|                | Jean-Marie Freund           | FN             | 6 000  | 15,62  |  |  |  |
|                | Pierre Mammosser            | PS             | 4 997  | 13,01  |  |  |  |
|                | Stéphane Reiss              | Les Verts      | 1 443  | 3,76   |  |  |  |
|                | Catherine Gsell             | LO             | 579    | 1,51   |  |  |  |
|                | Bruno Wolff                 | Divers (UPA)   | 562    | 1,46   |  |  |  |
|                | Henri-Pierre Bapst          | LT-LNÉ         | 479    | 1,25   |  |  |  |
|                | Colette Marchal             | MÉI            | 386    | 1      |  |  |  |
|                | Catherine Wagner            | Divers         | 311    | 0,81   |  |  |  |
|                | Frédéric Lemaire            | MPF            | 284    | 0,74   |  |  |  |
|                | Ralph Blindauer             | PCF            | 162    | 0,42   |  |  |  |
|                |                             |                |        |        |  |  |  |
| Inscrits       | Inscrits                    | Inscrits       | 68 063 | 100,00 |  |  |  |
| Abstentions    | Abstentions                 | Abstentions    | 28 473 | 41,83  |  |  |  |
| Votants        | Votants                     | Votants        | 39 590 | 58,17  |  |  |  |
| Blancs et nuls | Blancs et nuls              | Blancs et nuls | 1 176  | 2,97   |  |  |  |
| Exprimés       | Exprimés                    | Exprimés       | 38 414 | 97,03  |  |  |  |

Le suppléant de François Loos était Frédéric Reiss, conseiller général du canton de Niederbronn-les-Bains, maire de Niederbronn-les-Bains. Frédéric Reiss remplaça François Loos, nommé membre du gouvernement, du 19 juillet 2002 au 19 juin 2007.

### Élections de 2007
|                | Frédéric Reiss sortant réélu | PRV (UMP)         | 25 260 | 65,91  |  |  |  |
|                | Thomas Joerger               | UDF–MoDem         | 3 488  | 9,1    |  |  |  |
|                | Ambroise Perrin              | PS                | 3 339  | 8,71   |  |  |  |
|                | Laurent Gnaedig              | FN                | 2 765  | 7,21   |  |  |  |
|                | Songul Kiraz                 | Les Verts         | 980    | 2,56   |  |  |  |
|                | Danièle Canton               | Extrême gauche    | 469    | 1,22   |  |  |  |
|                | Héloïse Exbrayat             | Divers écologiste | 523    | 1,36   |  |  |  |
|                | Catherine Gsell              | LO                | 432    | 1,13   |  |  |  |
|                | Gabriel Bastian              | Extrême droite    | 381    | 0,99   |  |  |  |
|                | Christophe Bord              | Divers droite     | 347    | 0,91   |  |  |  |
|                | Jean-Philippe Martin         | Divers            | 342    | 0,89   |  |  |  |
|                |                              |                   |        |        |  |  |  |
| Inscrits       | Inscrits                     | Inscrits          | 70 558 | 100,00 |  |  |  |
| Abstentions    | Abstentions                  | Abstentions       | 31 239 | 44,27  |  |  |  |
| Votants        | Votants                      | Votants           | 39 319 | 55,73  |  |  |  |
| Blancs et nuls | Blancs et nuls               | Blancs et nuls    | 993    | 2,53   |  |  |  |
| Exprimés       | Exprimés                     | Exprimés          | 38 326 | 97,47  |  |  |  |

### Élections de 2012
|                | Frédéric Reiss sortant réélu | PRV (UMP)      | 26 380 | 53,64  |  |  |  |
|                | Diana Garnier                | FN (RBM)       | 10 100 | 20,54  |  |  |  |
|                | Nicole Habermacher           | PS             | 8 648  | 17,59  |  |  |  |
|                | Alphonse Sibler              | AÉI            | 946    | 1,92   |  |  |  |
|                | Séverine Charret             | PCF (FG) (PG)  | 870    | 1,77   |  |  |  |
|                | Perrine Torrent              | MÉI            | 812    | 1,65   |  |  |  |
|                | Laure Ferrari                | DLR            | 780    | 1,59   |  |  |  |
|                | Pascal Ascheberg             | Pirate         | 362    | 0,74   |  |  |  |
|                | Catherine Gsell              | LO             | 273    | 0,56   |  |  |  |
|                | Catherine Bahl               | MOC            | 7      | 0,01   |  |  |  |
|                |                              |                |        |        |  |  |  |
| Inscrits       | Inscrits                     | Inscrits       | 92 744 | 100,00 |  |  |  |
| Abstentions    | Abstentions                  | Abstentions    | 42 560 | 45,89  |  |  |  |
| Votants        | Votants                      | Votants        | 50 184 | 54,11  |  |  |  |
| Blancs et nuls | Blancs et nuls               | Blancs et nuls | 1 006  | 2      |  |  |  |
| Exprimés       | Exprimés                     | Exprimés       | 49 178 | 98     |  |  |  |

### Élections de 2017
|                                                                          | |                           |                           |                          |                          |
|                                                                          | | Premier tour 11 juin 2017 | Premier tour 11 juin 2017 | Second tour 18 juin 2017 | Second tour 18 juin 2017 |
|                                                                          | |                           |                           |                          |                          |
|                                                                          | | Nombre                    | % des inscrits            | Nombre                   | % des inscrits           |
| Inscrits                                                                 | Inscrits                                                                                             | 94 590                    | 100,00                    | 94 499                   | 100,00                   |
| Abstentions                                                              | Abstentions                                                                                          | 50 713                    | 53,61                     | 54 358                   | 57,52                    |
| Votants                                                                  | Votants                                                                                              | 43 877                    | 46,39                     | 40 141                   | 42,48                    |
|                                                                          | |                           | % des votants             |                          | % des votants            |
| Bulletins blancs                                                         | Bulletins blancs                                                                                     | 680                       | 1,55                      | 1 931                    | 4,81                     |
| Bulletins nuls                                                           | Bulletins nuls                                                                                       | 310                       | 0,71                      | 740                      | 1,84                     |
| Suffrages exprimés                                                       | Suffrages exprimés                                                                                   | 42 887                    | 97,74                     | 37 470                   | 93,35                    |
|                                                                          | |                           |                           |                          |                          |
| Candidat Étiquette politique (partis et alliances)                       | Candidat Étiquette politique (partis et alliances)                                                   | Voix                      | % des exprimés            | Voix                     | % des exprimés           |
|                                                                          | |                           |                           |                          |                          |
|                                                                          | Christian Gliech La République en marche !                                                           | 14 143                    | 32,98                     | 15 407                   | 41,12                    |
|                                                                          | Frédéric Reiss (député sortant) Les Républicains (Union des démocrates et indépendants)              | 12 954                    | 30,20                     | 22 063                   | 58,88                    |
|                                                                          | Gérard Janus Front national                                                                          | 7 363                     | 17,17                     |                          |                          |
|                                                                          | Gaby Hartmann Unser Land                                                                             | 3 320                     | 7,74                      |                          |                          |
|                                                                          | Manuel Ménétrier La France insoumise                                                                 | 2 039                     | 4,75                      |                          |                          |
|                                                                          | Pierre-Henri Eisenschmidt Debout la France                                                           | 996                       | 2,32                      |                          |                          |
|                                                                          | Perrine Torrent Mouvement écologiste indépendant(Confédération pour l'homme, l'animal et la planète) | 764                       | 1,78                      |                          |                          |
|                                                                          | Ambroise Perrin Parti socialiste (Europe Écologie Les Verts)                                         | 520                       | 1,21                      |                          |                          |
|                                                                          | Daniel Fischer Union populaire républicaine                                                          | 228                       | 0,53                      |                          |                          |
|                                                                          | Gisèle Schneider Alliance écologiste indépendante                                                    | 214                       | 0,50                      |                          |                          |
|                                                                          | Pascal Prévost-Bouré Parti communiste français                                                       | 179                       | 0,42                      |                          |                          |
|                                                                          | Mehdi Benhlal Lutte ouvrière                                                                         | 167                       | 0,39                      |                          |                          |
| Source : Ministère de l'Intérieur - Huitième circonscription du Bas-Rhin | |                           |                           |                          |                          |

### Élections de 2022
Les élections législatives françaises de 2022 se déroulent les dimanches 12 et 19 juin 2022.
| Résultats des élections législatives des 12 et 19 juin 2022 de la 8e circonscription du Bas-Rhin |                          |                          |                          |              |              |             |             |
| Candidat                                                                                         | Candidat                 | Parti et coalition       | Nuance                   | Premier tour | Premier tour | Second tour | Second tour |
| Candidat                                                                                         | Candidat                 | Parti et coalition       | Nuance                   | Voix         | %            | Voix        | %           |
|                                                                                                  | Ludwig Knoepffler        | RN                       | RN                       | 10 527       | 26,28        | 16 365      | 43,36       |
|                                                                                                  | Stéphanie Kochert        | H (ENS)                  | ENS                      | 9 849        | 24,59        | 21 373      | 56,64       |
|                                                                                                  | Anne Sander              | LR (UDC)                 | DVD                      | 8 808        | 21,99        |             |             |
|                                                                                                  | Samy Ahmed-Yahia         | LFI (NUPES)              | NUP                      | 3 951        | 9,86         |             |             |
|                                                                                                  | Bruno Jacky              | UL                       | REG                      | 3 533        | 8,82         |             |             |
|                                                                                                  | Claire Grosheitsch       | MEI                      | ECO                      | 1 328        | 3,32         |             |             |
|                                                                                                  | Sébastien Kriloff        | REC                      | REC                      | 1 200        | 3,00         |             |             |
|                                                                                                  | Colette Pissard          | GFR (UPF)                | DSV                      | 634          | 1,58         |             |             |
|                                                                                                  | Catherine Gsell          | LO                       | DXG                      | 228          | 0,57         |             |             |
| Votes valides                                                                                    | Votes valides            | Votes valides            | Votes valides            | 40 058       | 98,11        | 37 738      | 95,38       |
| Votes blancs                                                                                     | Votes blancs             | Votes blancs             | Votes blancs             | 550          | 1,35         | 1 297       | 3,28        |
| Votes nuls                                                                                       | Votes nuls               | Votes nuls               | Votes nuls               | 221          | 0,54         | 533         | 1,35        |
| Total                                                                                            | Total                    | Total                    | Total                    | 40 829       | 100          | 39 568      | 100         |
| Abstention                                                                                       | Abstention               | Abstention               | Abstention               | 53 686       | 56,80        | 54 954      | 58,14       |
| Inscrits / participation                                                                         | Inscrits / participation | Inscrits / participation | Inscrits / participation | 94 515       | 43,20        | 94 522      | 41,86       |

### Élections de 2024
| Candidat                 | Candidat                 | Parti et coalition       | Nuances                  | Premier tour | Premier tour | Second tour | Second tour |
| Candidat                 | Candidat                 | Parti et coalition       | Nuances                  | Voix         | %            | Voix        | %           |
| ------------------------ | ------------------------ | ------------------------ | ------------------------ | ------------ | ------------ | ----------- | ----------- |
|                          | Théo Bernhardt           | RN                       | RN                       | 26 313       | 44,16        |             | 51,44       |
|                          | Stéphanie Kochert        | HOR (ENS)                | ENS                      | 14 006       | 23,51        |             | 48,46       |
|                          | Victor Vogt              | LR                       | DVD                      | 6 818        | 11,44        |             |             |
|                          | Myriam Zekagh            | LFI (NFP)                | UG                       | 5 432        | 9,12         |             |             |
|                          | Christian Klipfel        | DVD                      | DVD                      | 4 731        | 7,94         |             |             |
|                          | Claire Grosheitsch       | MEI                      | ECO                      | 739          | 1,24         |             |             |
|                          | Nathan Hackenschmidt     | REC                      | REC                      | 663          | 1,11         |             |             |
|                          | Stella Batisse           | DLF                      | DSV                      | 576          | 0,97         |             |             |
|                          | Catherine Gsell          | LO                       | EXG                      | 306          | 0,51         |             |             |
|                          |                          |                          |                          |              |              |             |             |
| Votes valides            | Votes valides            | Votes valides            | Votes valides            | 59 584       | 97,89        |             |             |
| Votes blancs             | Votes blancs             | Votes blancs             | Votes blancs             | 920          | 1,51         |             |             |
| Votes nuls               | Votes nuls               | Votes nuls               | Votes nuls               | 364          | 0,60         |             |             |
| Total                    | Total                    | Total                    | Total                    | 60 868       | 100          |             | 100         |
| Abstention               | Abstention               | Abstention               | Abstention               | 33 810       | 35,71        |             |             |
| Inscrits / participation | Inscrits / participation | Inscrits / participation | Inscrits / participation | 94 678       | 64,29        |             |             |